# SJ Norge
SJ Norge AS ist die norwegische Tochtergesellschaft von SJ AB, die seit dem 8. Juni 2020 Reisezüge auf den Regional- und Fernverkehrsabschnitten Dovrebanen, Meråkerbanen, Nordlandsbanen, Raumabanen und Rørosbanen sowie den Nahverkehrsabschnitten Saltenbanen (Bodø–Rognan) und Trønderbanen (Trøndelag) befördert.
Der Zugverkehr wird unter dem Markennamen SJ NORD vermarktet.

## Strecken
Die Gesellschaft befährt seit dem 8. Juni 2020 folgende Strecken:
- 21: Oslo S – Oslo lufthavn – Dombås – Oppdal – Trondheim S (Dovrebanen)
- 22: (Oslo S) – Lillehammer – Dombås – Åndalsnes (Raumabanen)
- 25: (Oslo S) – Hamar – Røros – Trondheim S (Rørosbanen)
- 26: Steinkjer – Verdal – Levanger – Stjørdal – Trondheim S – Heimdal – Støren – Røros (Trønderbanen)
- 71: Trondheim S – Mosjøen – Mo i Rana – Bodø (Nordlandsbanen)
- 71: Bodø – Fauske – Rognan (Saltenbanen)
- 72: Heimdal – Trondheim S – Storlien (Meråkerbanen)

## Geschichte
Das Unternehmen wurde am 16. September 2016 durch Umbenennung der am 6. Juli 2016 eingetragenen Gesellschaft Agardh 338 AS gegründet. Ziel war die Teilnahme an den Ausschreibungen von Jernbanedirektoratet für die öffentliche Vergabe des Reisezugverkehrs in Norwegen.
Am 17. Juni 2019 erhielt das Unternehmen den Zuschlag für das Trafikkpakke 2 Nord, das sieben Reisezugabschnitte umfasst. Am 28. Juni wurde der Vertrag mit einer Laufzeit von bis zu 10,5 Jahren ab dem 7. Juni 2020 unterzeichnet. Anfang Juli 2019 wurde bekannt gegeben, dass der Verkehr von SJ Norge unter dem Namen «Nord» vermarktet wird. Dazu wurden Verträge mit Elite Service Partner für die Reinigung, mit Mantena für die technische Wartung und mit Nobina für Busse für möglichen Schienenersatzverkehr geschlossen.
Die Betriebsaufnahme durch SJ Norge sollte am 7. Juni 2020 erfolgen. Der Verkehrsstart verschob sich wegen umfangreicher Bauarbeiten auf der Dovrebane vom Sonntag, den 7. auf Montag, den 8. Juni.

## Fahrzeuge
Ab der Betriebsaufnahme des Trafikkpakke 2 Nord am 8. Juni 2020 mietete das Unternehmen die folgenden Fahrzeuge vom Fahrzeugvermieter Norske tog. Darüber hinaus hat SJ die Möglichkeit, eigene Fahrzeuge zu verwenden, sofern diese für den Verkehr in Norwegen zugelassen sind. Auf den nicht elektrifizierten Strecken Trønderbanen, Meråkerbanen und Rørosbanen werden Züge der Type 76 eingesetzt. Diese Züge sind bimodal, haben einen zusätzlichen Wagen mit Dieselantrieb und ersetzen die Fahrzeuge der NSB Type 92.
| Type   | Fahrzeug                                         | Einsatzstrecke                                     | Zahl | Nummer                                                                                                | Gebaut                     | Bild |
| ------ | ------------------------------------------------ | -------------------------------------------------- | ---- | --- | -------------------------- | ---- |
| 73     | Elektrotriebwagen                                | Dovrebanen                                         | 4    | 03, 06, 07, 09                                                                                        | ADtranz (1999–2000)        |      |
| 76     | bimodaler Elektrotriebwagen                      | Meråkerbanen Rørosbanen Trønderbanen               | 14   | 01–14                                                                                                 | Stadler Polska (2020–2021) |      |
| 92     | Dieseltriebwagen                                 | (Meråkerbanen) (Rørosbanen) (Trønderbanen)         | 13   | 01–06, 08–13, 15                                                                                      | Duewag (1984–1985)         |      |
| 93     | Dieseltriebwagen                                 | Nordlandsbanen Raumabanen (Rørosbanen) Saltenbanen | 13   | 03–15                                                                                                 | Bombardier (2000–2002)     |      |
| El 18  | Elektrolokomotive                                | Dovrebanen                                         | 4    | 2143–2146                                                                                             | ADtranz, SLM (1996)        |      |
| Di 4   | Dieselelektrische Lokomotive                     | Nordlandsbanen                                     | 4    | 651, 653–655                                                                                          | Henschel (1981)            |      |
| A5-1   | Sitzwagen, 1. Klasse                             | Dovrebanen Nordlandsbanen                          | 5    | 26014, 26053, 26057, 26059, 26062                                                                     | Strømmen (1977–1981)       |      |
| B5-3   | Sitzwagen, 2. Klasse                             | Dovrebanen Nordlandsbanen                          | 18   | 26004–26007, 26009, 26012, 26016, 26018, 26020, 26022, 26024, 26034, 26037, 26039, 26041, 26048–26050 | Strømmen (1977–1981)       |      |
| B5-5   | Sitzwagen, Tiere erlaubt                         | Dovrebanen Nordlandsbanen                          | 6    | 26011, 26015, 26017, 26026, 26033, 26040                                                              | Strømmen (1977–1981)       |      |
| BC5-3  | Sitzwagen, Spielraum und Behindertenplatz        | Dovrebanen Nordlandsbanen                          | 6    | 26008, 26025, 26036, 26044–26046                                                                      | Strømmen (1977–1981)       |      |
| FR5-1  | Barwagen mit Zugbegleiterabteil und Gepäckabteil | Dovrebanen Nordlandsbanen                          | 6    | 21719, 21722, 21724–21727                                                                             | Strømmen (1977–1981)       |      |
| WLAB-2 | Schlafwagen                                      | Dovrebanen Nordlandsbanen                          | 10   | 21083, 21085–21090, 21092, 21094, 21097                                                               | Strømmen (1986–1987)       |      |
| Fde    | Generatorwagen                                   | Nordlandsbanen                                     | 3    | Generatorwagen zur Stromversorgung der Züge auf der Nordlandsbane im Winter                           |                            |      |